# Hanza Szövetkezeti Áruközpont
A Hanza Szövetkezeti Áruközpont fogyasztási szövetkezet volt az első Csehszlovák Köztársaság és a visszacsatolást követően még a második világháború ideje alatt is. 
A trianoni döntés a Szlovákiához került magyar vidékeken a korábban jól működő szövetkezeti mozgalom visszaesését okozta. A két világháború közötti időszakban a szlovákiai magyarság csupán a fogyasztási szövetkezetek terén tudott erős pozíciókat kivívni magának. A Szlovákián és Kárpátalja területén működő fogyasztási szövetkezeteknek mintegy egynegyede magyar jellegű volt. 
Trianon előtt a mai Szlovákia területén működő fogyasztási szövetkezetek a budapesti Hangya Szövetkezeti Központhoz tartoztak. Ez a kapcsolat 1919-ben megszakadt, mivel Csehszlovákiában törvény mondta ki, hogy valamennyi szlovákiai szövetkezetnek a pozsonyi Központi Szövetkezethez kell tartoznia. Ez komoly gondot jelentett a dél-szlovákiai fogyasztási szövetkezetek számára, mivel a pozsonyi központ nem biztosította a megfelelő áruellátást. Már 1923-ban Szencen gyűltek össze egy új szövetkezet előkészítésére. Ezután 1925-ben 35 szövetkezet és 19 magánszemély galántai központtal új szövetkezetet alapított, amely a két világháború közötti időszak talán legsikeresebb szlovákiai magyar vállalkozásának bizonyult. Ez az összes szlovákiai magyar fogyasztási szövetkezet több mint felét felölelte, 222 főként nyugat-szlovákiai szövetkezettel volt kapcsolatban.
A Nógrádtól keletre eső magyar falvak szövetkezetei ezzel szemben a pozsonyi székhelyű NUPOD (Nákupné ústredie potravinárskych družstiev) szövetkezeti központ zólyomi és kassai kirendeltségénél szerezték be az árut. Bár a két szövetkezet konkurált egymásnak, gyakran együttműködtek és 1936-1938 között Centrum néven közös bevásárlási irodát tartottak fenn Pozsonyban. 
Az 1930-ban alapított Hanza Hitelszövetkezet, a szövetkezet hitelnyújtó intézményeként működött. A központi raktár mellett malmokat, terményfelvásárló központot, gépparkot, likőrgyárat, agyagbányát, téglagyárat, nyomdát és egyéb vállalkozásokat is üzemeltettek, helyi szinten pedig számos iskola, kultúrház és templom építéséhez járultak hozzá. Saját dalárdájuk is volt. 1928-1945 között a Hanza saját lapot adott ki Hanza Szövetkezeti Újság címmel, 1935-től pedig Hanza Szövetkezeti Naptár címmel naptárt adott ki. 
Az első bécsi döntést követően a Hanza tovább működött, és egyes dunántúli községekre is kiterjesztette működését. Komoly gondot és ellenállást szült a Hangyába való integrálási törekvés. A második világháború és következményei a Hanza megszűnését eredményezte. A Kassán székelő ideiglenes csehszlovák kormány 1945. április 12-i rendeletével nemzeti gondnokság alá helyezte, gondnokául pedig a NUPOD-ot nevezte meg. Ezzel gyakorlatilag a Hanza megszűnt.
A Hanza első elnöke Nagy Ferenc volt.